# The Adventures of Robin Hood
The Adventures of Robin Hood (bra: As Aventuras de Robin Hood; prt: As Aventuras de Robin dos Bosques) é um filme estadunidense de 1938, dos gêneros swashbuckler e aventura histórica, dirigido por Michael Curtiz e William Keighley, e estrelado por Errol Flynn, Olivia de Havilland, Basil Rathbone e Claude Rains. O filme é particularmente conhecido pela trilha sonora de Erich Wolfgang Korngold, que venceu o Oscar.
A trama retrata o lendário cavaleiro saxão Robin Hood, que na ausência do Rei Ricardo Coração de Leão na Terra Santa durante as Cruzadas, luta como o líder fora da lei de uma guerrilha rebelde contra o príncipe João e os normandos que oprimem os plebeus saxões.
O filme tem sido extremamente aclamado pela crítica desde o seu lançamento. Em 1996, "The Adventures of Robin Hood" foi selecionado para preservação no National Film Registry, seleção filmográfica da Biblioteca do Congresso dos Estados Unidos, como sendo "culturalmente, historicamente ou esteticamente significativo".
Este foi o terceiro dos oito filmes que de Havilland e Flynn co-estrelaram juntos. Alan Hale, que interpreta João Pequeno, interpretou o mesmo personagem na versão homônima de 1922 com Douglas Fairbanks, e o interpretou novamente em "Rogues of Sherwood Forest", lançado pela Columbia em 1950, um período de 28 anos.

## Sinopse
O cavaleiro saxão Robin Hood (Errol Flynn) é um grande defensor dos fracos e oprimidos. Na ausência do Rei Ricardo Coração de Leão (Ian Hunter) na Terra Santa durante as Cruzadas, Robin entra em conflito com o Príncipe João (Claude Rains) e os normandos, e vê-se obrigado a agir como um fora da lei. Com seu bando, o rapaz – que vive pelas florestas – começa a roubar dos ricos para proporcionar aos pobres uma vida melhor.

## Elenco
- Errol Flynn como Robin Hood
- Olivia de Havilland como Lady Marian
- Basil Rathbone como Guy de Gisbourne
- Claude Rains como Príncipe João
- Patric Knowles como Will Scarlet
- Eugene Pallette como Frei Tuck
- Alan Hale como João Pequeno
- Melville Cooper como Xerife de Nottingham
- Ian Hunter como Rei Ricardo Coração de Leão
- Una O'Connor como Bess
- Herbert Mundin como Much
- Montagu Love como Bispo dos Cânones Negros
- Leonard Willey como Sr. Essex
- Robert Noble como Sr. Ralf
- Kenneth Hunter como Sr. Mortimer
- Robert Warwick como Sr. Geoffrey
- Colin Kenny como Sr. Baldwin
- Lester Matthews como Sr. Ivor
- Harry Cording como Dickon Malbete
- Howard Hill como Capitão dos Arqueiros / Elwyn, o galês
- Ivan F. Simpson como Proprietário da Kent Road Tavern

Não-creditados:
- Lionel Belmore como Humility Prin, o proprietário da Saracens Head Tavern
- Crauford Kent como Sr. Norbett
- Carole Landis como Convidada no Banquete
- Trigger como Cavalo de Lady Marian[a]

## Produção
"The Adventures of Robin Hood" foi produzido com um custo de US$ 2 milhões, o filme mais caro que a Warner Bros. havia feito até então. Foi também o primeiro filme do estúdio produzido com o processo Technicolor de três tiras. O filme foi, de fato, planejado para ser feito em preto e branco durante a maior parte de seu desenvolvimento; a mudança para Technicolor aconteceu apenas três meses antes do início da produção. Foi uma produção extraordinariamente extravagante para o estúdio, que havia ganhado fama ao produzir filmes de baixo orçamento que possuíam gângsteres e uma temática socialmente consciente.
O produtor Hal B. Wallis é geralmente visto como o condutor criativo do filme. O primeiro rascunho do roteiro foi escrito por Rowland Lee, mas Wallis se opôs ao diálogo fortemente arcaico e fantasioso. Uma fala que ele citou como exemplo foi: "Oh, my Lord, tarry not too long, for I fear that in her remorse she may fling herself from the window. Some harm may befall her, I know". ("Oh, meu Senhor, não demores muito, pois temo que em seu remorso ela pode atirar-se da janela. Algum dano pode acontecer com ela, eu sei"). Por insistência de Wallis, o roteiro foi reescrito para modernizar o diálogo. Não é claro se alguma parte escrita por Lee está presente na obra final.
A cena em que Robin Hood encontra pela primeira vez o Príncipe John, Guy de Gisbourne e Lady Marian passou por várias iterações. Inicialmente, a cena seria em um torneio de justa com Robin em uma batalha contra Guy de Gisbourne, exatamente como na produção homônima de 1922 com Douglas Fairbanks, mas o roteirista Norman Reilly Raine apontou que uma cena de banquete seria muito mais barata de produzir e, desde que o Technicolor fosse empregado, pareceria igualmente luxuosa para o espectador comum. Em outro rascunho, em vez de um cervo, um aldeão morto foi quem Robin Hood trouxe e jogou na mesa do Príncipe John. Wallis sentiu que o uso de um aldeão morto retirava toda a tensão da cena, e preferiu utilizar um cervo de um rascunho anterior, que permitia que a tensão fervesse com a ameaça de uma explosão repentina. Durante a briga em que Robin escapa do salão de banquetes, Basil Rathbone foi ferido por um extra cuja lança cortou gravemente seu pé, exigindo oito pontos para fechar o ferimento.
Originalmente, o protagonista seria James Cagney, mas o rompimento de seu contrato com a Warner fez com que ele deixasse o filme, fazendo a produção ser adiada por três anos como resultado. Errol Flynn foi escalado em seu lugar. Embora Olivia de Havilland tenha sido uma das primeiras candidatas ao papel de Lady Marian, por um tempo, o estúdio cogitava Anita Louise para estrelar. Olivia acabou sendo escalada depois de "O Capitão Blood" estabelecê-la como uma dupla de sucesso ao lado de Flynn. O estúdio os uniu novamente como uma aposta segura para ajudar a garantir uma boa bilheteria para o filme.
Em relação ao papel de Frei Tuck, Huy Kibbee era a primeira escolha dos produtores, mas Eugene Pallette, um veterano do cinema, acabou sendo escalado. Também houve mudanças na direção; Michael Curtiz substituiu o diretor William Keighley após os produtores assistirem a algumas cenas de ação já gravadas e acharem que faltava impacto a elas.
Locações para as cenas do filme incluíram Bidwell Park, em Chico, na Califórnia, que substituiu a Floresta de Sherwood. Uma cena importante foi filmada em outras locações da Califórnia, nos mesmos lugares utilizados para a gravação da produção de 1922 da história. Várias cenas foram filmadas nos estúdios da Warner Bros., em Burbank; assim como no rancho da Warner, em Calabasas. O torneio de arco e flecha foi filmado no antigo Busch Gardens, agora parte do parque Lower Arroyo, em Pasadena.
As cenas que foram filmadas, mas não incluídas no corte final incluem o Rei Ricardo disfarçado em uma briga com Frei Tuck e Robin cavalgando com Lady Marian; a última teria sido a cena final, e está presente no trailer apesar de não aparecer no próprio filme.

### Acrobacias
Todas as flechas do filme foram disparadas pelo arqueiro profissional Howard Hill. Aqueles atingidos por flechas usavam roupas acolchoadas com pau-de-balsa em placas protetoras de metal; as placas de metal evitavam ferimentos (embora o impacto fosse bastante doloroso) e as flechas se alojavam no pau-de-balsa para criar a ilusão de penetração corporal. Hill, embora listado como o capitão arqueiro derrotado por Robin, foi escalado como Elwen, o galês, um arqueiro visto atirando em Robin em sua fuga do Castelo de Nottingham e, mais tarde, derrotado por Robin no torneio de arco e flecha.
Hill cravou uma flecha no meio da outra durante as filmagens (embora ao atirar de um alcance muito mais próximo do que Robin Hood é retratado como atirando), mas a ação não ficou boa o suficiente na gravação, então a tomada foi refeita com alguns truques e efeitos. O dublê Buster Wiles, um amigo próximo de Errol Flynn e seu frequente substituto no set, afirmou que o golpe que partiu a flecha ao meio foi realizado usando uma flecha extragrande (para o alvo), e que a segunda flecha possuía uma ponta larga e plana, que foi disparada ao longo de um fio. O fio pode ser visto brevemente preso à rêmige da flecha, na versão final do filme. Wiles discute a cena em sua autobiografia, "My Days with Errol Flynn" (1988).
Flynn realizou a maioria de suas próprias acrobacias no filme; as exceções incluem Robin pulando em um cavalo com as mãos amarradas nas costas (durante a cena do enforcamento), escalando o portão da fortaleza e descendo do outro lado, e alguns cenas do duelo entre Robin e Guy de Gisbourne.
O especialista em sequências de ação B. Reeves Eason orientou as tomadas do filme. Já as lutas foram orientadas por Fred Cavens, que ensinou Errol Flynn e Basil Rathbone a manejar a espada, como fizera anteriormente em "Captain Blood".

### Trilha sonora
Em 1938, Erich Wolfgang Korngold estava regendo uma ópera na Áustria quando foi convidado pela Warner Bros. para retornar a Hollywood e compor a trilha sonora de "The Adventures of Robin Hood".:27 O historiador musical Laurence E. MacDonald observa que muitos fatores tornaram o filme um sucesso, incluindo seu elenco, sua fotografia em Technicolor e a direção acelerada de Michael Curtiz, mas "acima de tudo, há a música gloriosa de Korngold".:49 Além disso, o historiador de cinema Rudy Behlmer descreve a contribuição de Korngold para este e seus outros filmes:
"A trilha sonora de Korngold foi uma dimensão adicional esplêndida. Seu estilo para os espadachins dd Flynn se assemelhava ao dos criadores dos poemas sinfônicos alemães do final do século 19 e início do século 20. Incorporou harmonias cromáticas, efeitos instrumentais exuberantes, clímax apaixonados – tudo executado de maneira geralmente romântica. O estilo original e distinto de Korngold foi influenciado pelo leitmotiv wagneriano, o virtuosismo orquestral de Richard Strauss, a delicadeza e amplo alcance melódico de Puccini, e o desenvolvimento de longa linha de Gustav Mahler".:38
Em resposta ao pedido da Warner Bros., Korngold disse ao chefe de produção do estúdio, Hal B. Wallis, que ele era um compositor de drama e coração, e sentiu pouca conexão com o que percebeu como "um filme com 90% de ação". Wallis foi persistente e Korngold finalmente concordou em começar a compor, mas com a condição de não possuir contrato fixo, e trabalhar semanalmente para que pudesse se retirar do filme se estivesse insatisfeito com as músicas que compôs. No entanto, Korngold mais tarde admitiu que a verdadeira razão pela qual aceitou participar do filme foi a reunião de novembro de 1937 de Adolf Hitler com ministros austríacos, que convenceu Korngold de que ele não estava mais seguro em seu país de origem. Como Korngold temia, a Áustria foi anexada pelos nazistas e sua casa em Viena foi confiscada.:35 Isso significava que todos os judeus na Áustria estavam em risco, então Korngold permaneceu nos Estados Unidos até o final da Segunda Guerra Mundial.
"The Adventures of Robin Hood" foi uma obra sinfônica de grande porte, e apesar do departamento de música do estúdio ter disponibilizado uma equipe de orquestradores, incluindo o futuro vencedor do Oscar Hugo Friedhofer, para auxiliar Korngold, a quantidade de trabalho foi imensa, especialmente para o tempo limitado que lhe foi dado para compor. Ao descrever esse dilema para seu pai, Julius Korngold, um dos principais críticos musicais de Viena, o velho Korngold sugeriu que os temas de sua abertura sinfônica "Sursum Corda" ("Lift Up Your Hearts"), de 1920, serviriam esplendidamente para muitas das mais exigentes músicas de cenas de ação, e Erich concordou.
A produção deu a ele seu segundo Oscar de melhor trilha sonora original e estabeleceu o estilo sinfônico que mais tarde foi usado em filmes de ação durante a Era de Ouro de Hollywood.:50 Os épicos modernos, como as franquias "Star Wars" e "Indiana Jones", também utilizaram partituras sinfônicas originais.:50 O compositor John Williams citou Korngold como sua inspiração para a trilha sonora de "Star Wars".:717 O tema de amor de Robin e Marian tornou-se uma célebre peça de concerto.

## Recepção
As críticas contemporâneas foram altamente positivas. "Um show ricamente produzido, corajosamente enfeitado, romântico e colorido, [o filme] salta ousadamente para a vanguarda dos melhores deste ano", escreveu Frank S. Nugent, para o The New York Times. "É a pompa cinematográfica no seu melhor", elogiou a revista Variety. "Uma releitura altamente imaginativa do folclore em todos os tons do Technicolor, merecendo belos retornos de bilheteria". O Film Daily chamou o filme de "entretenimento de alta classe" com "direção excelente" e uma "escolha ideal" na escalação de Flynn. "Excelente entretenimento!", escreveu o jornal Harrison's Reports. "Aventura, romance, comédia e apelo humano foram habilmente combinados para dar satisfação em todos os aspectos ... O duelo nas cenas finais entre o herói e seu arqui-inimigo é o mais emocionante já filmado". John Mosher, do The New Yorker, chamou-o de "um caso rico, vistoso e, apesar de todas as suas lutas, um tanto impassível", elogiando a atuação de Flynn e as sequências de ação, embora tenha achado que a "excelente coleção" de atores coadjuvantes está "um tanto enterrada sob a panóplia medieval". No Rotten Tomatoes, site agregador de críticas, o filme detém uma classificação de 100%, baseada em 46 críticas positivas e uma nota média de 8.94/10. O consenso crítico do site diz: "Errol Flynn emociona como o lendário personagem-título, e o filme incorpora o tipo de aventura familiar imaginativa feita sob medida para as telonas". O filme está listado entre um dos 100 filmes mais bem avaliados do cinema.

### Bilheteria
"The Adventures of Robin Hood" tornou-se o sexto filme de maior bilheteria do ano, com pouco menos de US$ 4 milhões em receitas em uma época em que o preço médio do ingresso era inferior a 25 centavos.
De acordo com os registros da Warner Bros., o filme arrecadou US$ 1.928.000 nacionalmente e US$ 2.053.000 no exterior, totalizando US$ 3.981.000 mundialmente. O retorno lucrativo da produção foi de US$ 1.948.000.
Em 1938, "The Adventures of Robin Hood" foi o sétimo filme de maior bilheteria nos Estados Unidos, e o filme de maior bilheteria no mesmo ano nos estados de Kentucky, Tennessee, West Virginia, Alabama, Mississippi e Arkansas.
A Warner Bros. ficou tão satisfeita com os resultados que escalou Flynn para mais dois épicos coloridos antes do final da década: "Dodge City" e "The Private Lives of Elizabeth and Essex" (ambos de 1939).
Uma sequência, "Sir Robin of Locksley", foi anunciada, mas nunca desenvolvida.

## Prêmios e homenagens
| Ano  | Cerimônia                                  | Categoria                                  | Indicado                                   | Resultado   |
| ---- | ------------------------------------------ | ------------------------------------------ | ------------------------------------------ | ----------- |
| 1939 | Oscar                                      | Melhor filme                               | Hal B. Wallis & Henry Blanke               | Indicado    |
| 1939 | Oscar                                      | Melhor direção de arte                     | Carl Jules Weyl                            | Venceu      |
| 1939 | Oscar                                      | Melhor edição                              | Ralph Dawson                               | Venceu      |
| 1939 | Oscar                                      | Melhor trilha sonora original              | Erich Wolfgang Korngold                    | Venceu      |
| 1995 | Biblioteca do Congresso dos Estados Unidos | National Film Registry                     | National Film Registry                     | Introduzido |
| 2001 | DVD Exclusive Awards                       | Melhores cenas e erros de gravação         | Michael Crawford & Jeff Kurtti             | Indicado    |
| 2003 | Prêmio Saturno                             | Melhor lançamento de DVD de filme clássico | Melhor lançamento de DVD de filme clássico | Venceu      |
| 2017 | Online Film & Television Association       | Hall da Fama – Filmes                      | Hall da Fama – Filmes                      | Introduzido |

Outras homenagens:
- 2001: Os Melhores Filmes de Todos os Tempos
  - Channel 4 – #84

O filme foi reconhecido pelo Instituto Americano de Cinema nas seguintes listas:
- 2001: 100 Anos...100 Emoções – #100
- 2003: 100 Anos...100 Heróis e Vilões
  - Robin Hood – #18[37]
- 2005: 100 Anos de Trilha Sonora – #11

## Legado
A popularidade do filme ligou inextricavelmente o nome e a imagem de Errol Flynn aos de Robin Hood no olhar do público, ainda mais do que os de Douglas Fairbanks, que interpretou o papel em 1922. O filme se tornou uma referência para adaptações cinematográficas posteriores da mesma história.
Este foi o terceiro filme a unir Flynn e Olivia de Havilland (depois de "O Capitão Blood" e "A Carga da Brigada Ligeira"). Eles acabariam estrelando nove filmes juntos, o mencionado acima e "Four's a Crowd" (1938), "The Private Lives of Elizabeth and Essex" (1939), "Dodge City" (1939), "Santa Fe Trail" (1940), "They Died with Their Boots On" (1941), e "Thank Your Lucky Stars" (1943), embora eles não tenham compartilhado nenhuma cena no último filme.
Cenas e figurinos usados pelos personagens foram imitados e falsificados infinitamente. Por exemplo, no curta-metragem de animação do Bugs Bunny, "Rabbit Hood" (1949), Bugs é continuamente informado por um estúpido Pequeno John: "Não se preocupe, nunca tema; Robin Hood logo estará aqui". Quando Bugs finalmente encontra Robin no final do filme, ele fica surpreso ao descobrir que é Errol Flynn, em um clipe emendado do filme (ele subsequentemente balança a cabeça e declara: "Não pode ser ele!"). Outras paródias foram Patolino e Porky Pig em "Robin Hood Daffy" (1958), e Pateta e Bafo de Onça no episódio "Goofin' Hood & His Melancholy Men", de "Goof Troop" (1992).
"The Court Jester" (1955), uma comédia musical estrelada por Danny Kaye, é em grande medida uma paródia de Robin Hood. Basil Rathbone até aparece como o vilão e tem uma luta de espadas com Kaye.
A maior parte da paródia de Mel Brooks, "Robin Hood: Men in Tights" (1993), apoiou-se neste filme por sua estética, embora o enredo fosse quase completamente uma sátira de "Robin Hood - O Príncipe dos Ladrões" (1991), bem como referenciando a versão de 1973 da Disney. Mel Brooks também satirizou a lenda de Robin Hood em sua série de televisão "When Things Were Rotten" (1975).
Um fragmento de uma das cenas de luta de espadas do filme foi convertido em sprites por Jordan Mechner e usado em "Prince of Persia" (1989), seu jogo de plataforma.
Os movimentos de Errol Flynn com sua espada tornou-se uma inspiração crucial para a coreografia de duelos de sabres de luz nos filmes de "Star Wars".
Em "Tangled" (2010), filme de animação da Disney, a aparência e a personalidade de Flynn Rider são parcialmente inspiradas nas de Errol Flynn, com seu sobrenome também sendo usado em homenagem.